# Samtdornfisch

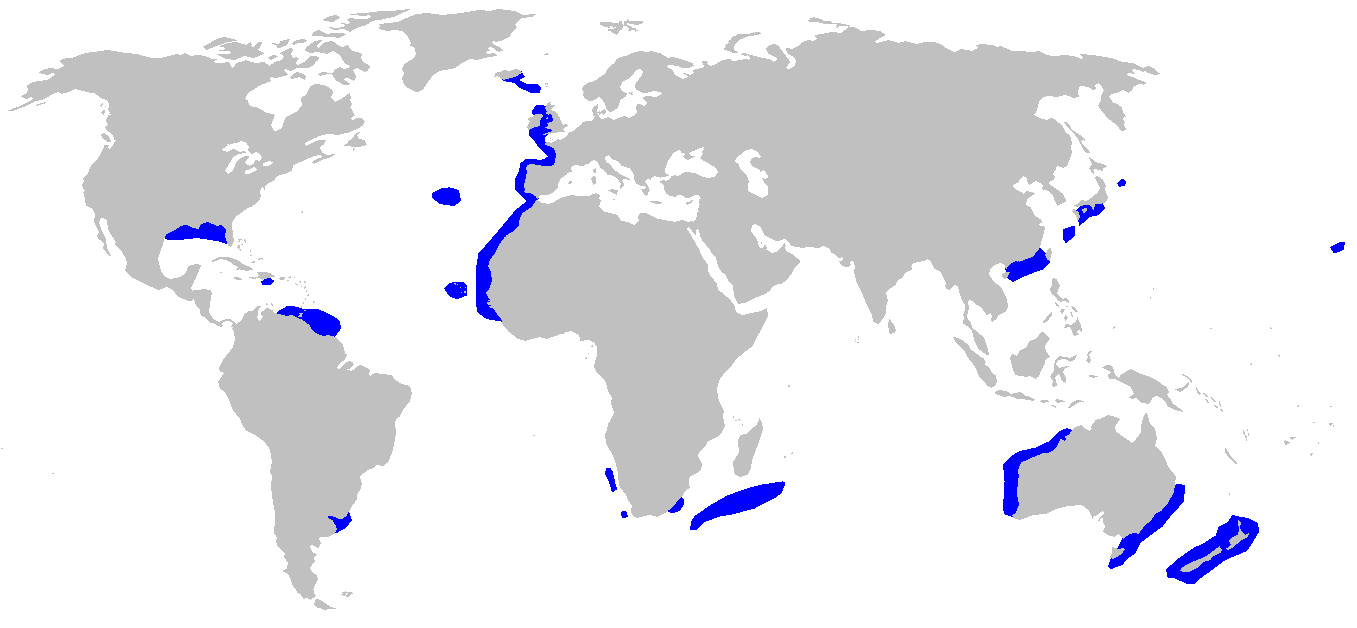
Fundorte des Samtdornfisches

Der Samtdornfisch (Zameus squamulosus, Synonyme: Scymnodons quamulosus, Centrophorus squamulosus) ist eine kleinwüchsige Haiart aus der Familie der Schlafhaie (Somniosidae).

## Merkmale
Es handelt sich um einen kleinen, schlanken Hai, der ca. 84 cm lang wird und schwarz gefärbt ist. Der Kopf ist relativ flach, die Kiemenschlitze sind kurz. Das Maul ist kurz und schmal. Der Oberkiefer ist mit 47 bis 60 Zähnen besetzt, im Unterkiefer sind es 32 bis 38. Im Oberkiefer sind die Zähne relativ klein und blattförmig mit einer einzigen Spitze. Die Unterkieferzähne sind größer und dreieckig. Die zwei Rückenflossen sind unterschiedlich groß, die Erste ist kürzer und niedriger. Vor beiden sitzt ein kurzer Dorn.  Die Brustflossen sind schmal und blattförmig. Ihr Ende reicht nicht bis zum Ansatz der ersten Rückenflosse. Die Bauchflossen sind klein und etwa so groß wie die zweite Rückenflosse. Eine Afterflosse fehlt. Der Schwanzstiel ist relativ lang. Der obere Lobus der Schwanzflosse ist knapp unterhalb der Spitze deutlich eingebuchtet, der untere Lobus der Schwanzflosse ist kurz. Die Anzahl der Wirbel liegt bei 93 bis 105, davon sind 66 bis 76 Rumpfwirbel. Der Spiraldarm hat 16 Windungen.

## Lebensweise
Der Samtdornfisch lebt pelagisch oder bodennah über Kontinentalhänge oder über Tiefseebergen in Tiefen von 550 bis 2000 Metern sowie im offenen Ozean von der Wasseroberfläche bis in Tiefen von 580 Metern. Er ist ovovivipar oder vivipar.

## Belege
1. ↑   William Toby White, Diego F. B. Vaz, Hsuan Ching Ho, David A. Ebert, Marcelo R. de Carvalho, Shannon Corrigan, Elisabeth Rochel, Murilo Carvalho, Sho Tanaka, Gavin Naylor: Redescription of Scymnodon ichiharai Yano and Tanaka 1984 (Squaliformes: Somniosidae) from the western North Pacific with comments on the definition of somniosid genera. Ichthyological Research 62(2) · Oktober 2014, DOI: 10.1007/s10228-014-0430-y
2. ↑  Zameus squamulosus auf Fishbase.org (englisch)